# Lab-Farbraum

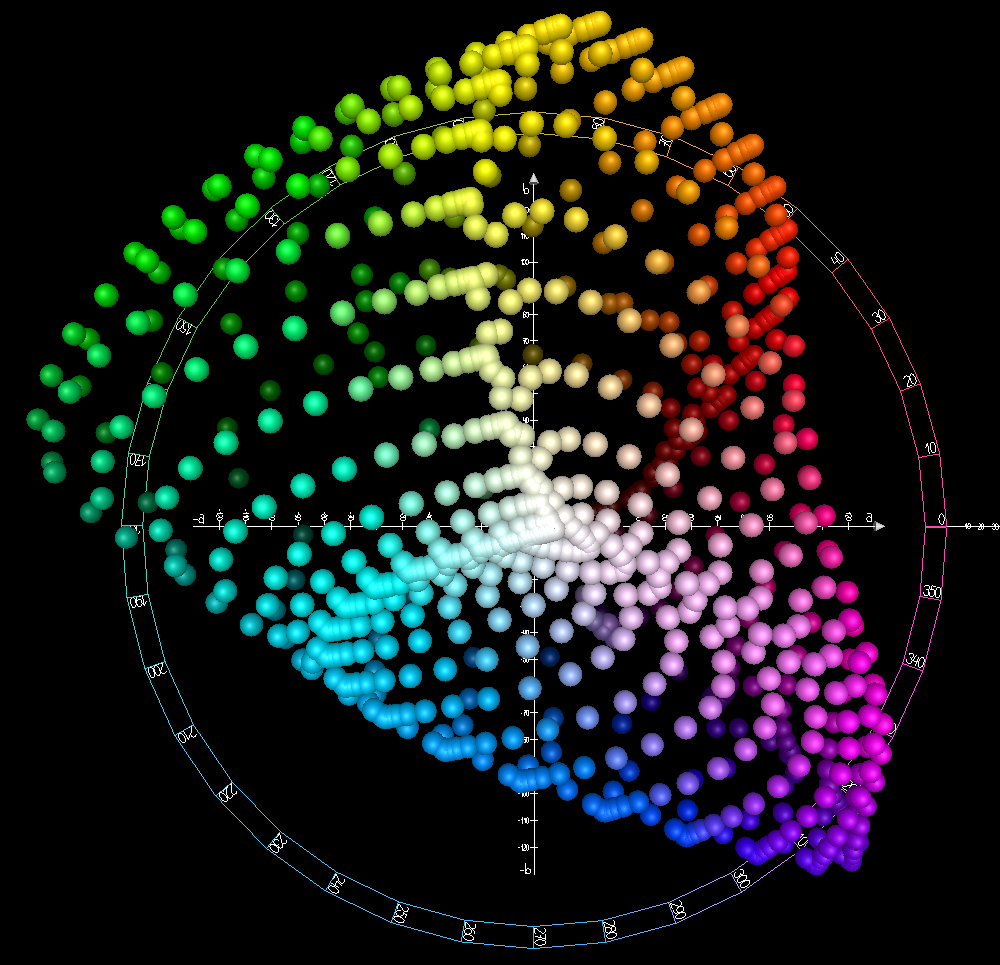
Optimalfarben (theoretische maximale Farbsättigung von Oberflächen) Punktwolke in CIE Lab (Blick entlang der L-Achse).

Der 1976 standardisierte L*a*b*-Farbraum (auch: CIELAB, CIEL*a*b*, Lab-Farben) ist vom CIEXYZ-Farbraum abgeleitet, aber nutzt mit dem Ziel einer perzeptiven Gleichabständigkeit einen dreidimensionalen Raum, bei dem der Grad der wahrgenommenen Helligkeit L* senkrecht auf einer Farbebene (a*,b*) steht.
Die Norm ISO/CIE 11664-4 „Colorimetry – Part 4: CIE 1976 L*a*b* Colour space“ ersetzt in Deutschland die 2011 zurückgezogene DIN 6174 „Farbmetrische Bestimmung von Farbmaßzahlen und Farbabständen im angenähert gleichförmigen CIELAB-Farbenraum“.
In Analogie zur Gegenfarbtheorie von Ewald Hering gibt die a-Koordinate die Farbart (Buntton und Farbsättigung) zwischen Grün und Rot an und die b-Koordinate die Farbart zwischen Blau und Gelb. Je näher die a*- und b*-Werte an 0 liegen, desto unbunter ist der Farbton. Für a*=0 und b*=0, liegt ein Grauwert auf der Helligkeitsachse L* vor. In den üblichen Softwareumsetzungen mit 8 [Bit] pro Farb-Kanal ist der Helligkeitsgrad L ("Lightness") für Werte zwischen 0 (Schwarzpunkt) und 100 (Weißpunkt: diffuses Weiß, Glanzlichter können heller sein) definiert, während die Werte von a* und b* von −128 und 127 laufen. Die menschliche Farbwahrnehmung geht in Teilbereichen über die genannten a/b-Grenzen hinaus, aber erreicht in den meisten Bereichen die genannten a/b-Grenzen nicht.
L*a*b*-Farbräume sind im Gegensatz zu beispielsweise RGB-Farbräumen oder CMYK-Farbräumen geräteunabhängig. Im Gegensatz zu ebenfalls geräteunabhängigen XYZ-Farbräumen, beispielsweise, zielen die L*a*b*-Farbräume auf Uniformität, das heißt: rechnerisch gleiche Abstände (Delta E) zwischen je zwei Punkten im L*a*b*-Farbraum sollen in der menschlichen Farbwahrnehmung gleichen Abständen zwischen je zwei Farben entsprechen. Die zugrundeliegenden Farben wurden experimentell aus Vergleichen unter definierten Versuchsbedingungen ermittelt, zunächst mit sehr wenigen Versuchspersonen 1931 (sogenannter 2° Observer), später mit besserer Beleuchtungstechnik und auf breiterer Basis 1964 (sogenannter 10° Observer). Die Farbabstände des  CIELAB-Farbraum wurden für einen 10° Observer bei Beleuchtung mit einer D65-Referenzlichtquelle mit entsprechenden Vergleichen ermittelt. Modernere Farbräume bzw. Farbmodelle nähern sich dem Ziel der Uniformität zwar besser an. Wegen seiner Einfachheit, intuitiven Verständlichkeit und hinreichender Genauigkeit für etliche Aufgaben ist die Nutzung von L*a*b weiter verbreitet.
Colorimetrisch zu beachten ist, dass der CIELAB-Farbraum für einen 10° Observer bei Beleuchtung der Vergleichsfarben mit einer D65-Referenzlichtquelle ermittelt wurde, was den darstellbaren Gamut vergrößert. Das International Color Consortium (ICC) unterstützt maßgeblich die Druckindustrie, wo eine Beleuchtung mit D50-Referenzlichtqellen etabliert ist. Der D50-Weißpunkt spannt eine andere Orientierung des Lab-Koordinatensystems auf als der D65-Weißpunkt, und die 2°-Observer-Farborte weichen insbesondere im Blauen von den 10°-Observer-Farborten ab. Mit jeweils unterschiedlichen Lab-Koordinaten derselben Farbe und auch unterschiedlichen rechnerischen Farbdifferenzen.

## Grundlagen

### CIE-XYZ-Farbraum
Das CIELAB-Farbsystem geht aus dem CIE-XYZ-Modell der CIE von 1931 hervor, das die drei spektralen Eigenschaften (Intensitätsverläufe im Wellenlängenbereich 380-760 nm) der Lichtart, des standardisierten Normalbeobachters und der Remissionseigenschaften der Farbprobe zu den „Farbvalenzen“ (XYZ) miteinander verrechnet. Diese Farbvalenzen beschreiben die Stärke der Intensität der Reizung der drei Farbrezeptorentypen mit den Werten X, Y und Z. Die grafische Darstellung des Tristimulusmodells der CIE ist auch bekannt als „CIE-Schuhsohle“. Es fand weite Verbreitung, erwies sich aber als unpraktisch für die Bewertung von Farbunterschieden.

### Hunter Lab-Farbraum
Der Farbraum, der 1948 von Richard Sewall Hunter definiert wurde, ist ein Farbraum, der ebenfalls als „Lab“ bezeichnet wird. Wie CIELAB wurde er so entworfen, dass Farbwerte mit einfachen Formeln aus dem CIEXYZ-Raum überführt werden können, aber bzgl. der Wahrnehmung gleichförmiger ist als XYZ. Hunter nannte seine Koordinaten L, a und b. Die Koordinaten des CIELAB-Farbraums von 1976 wurden mit L*, a* und b* bezeichnet, um sie von den Hunter-Koordinaten zu unterscheiden.

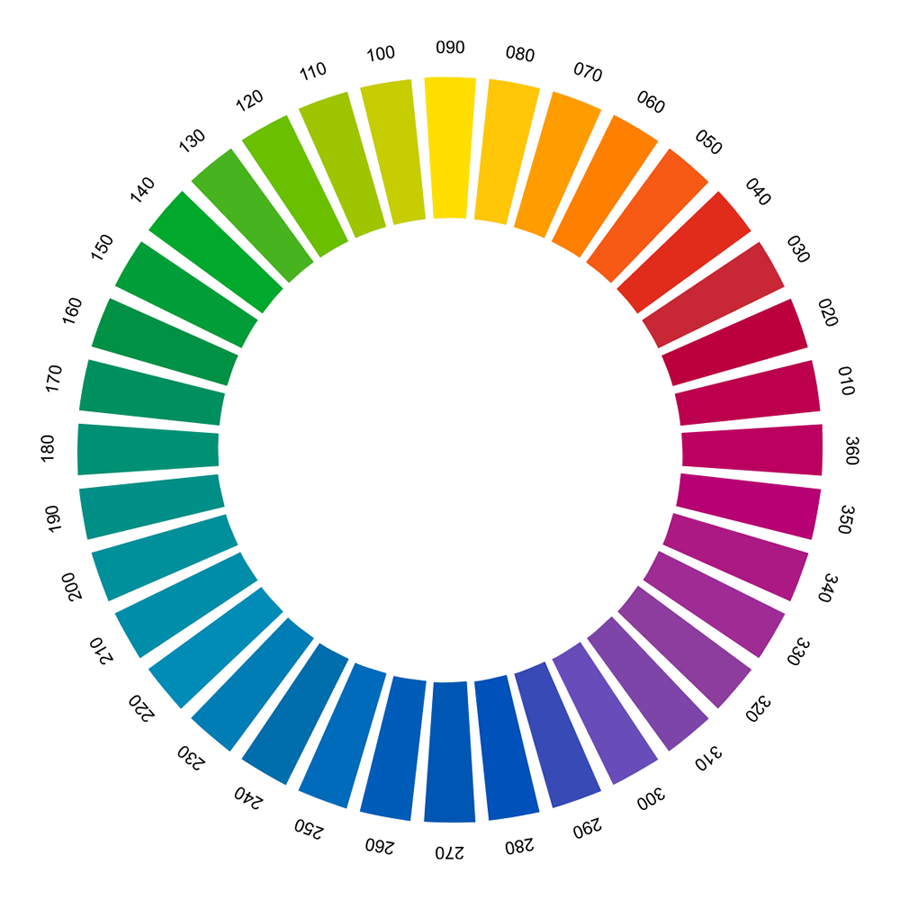
Der CIELAB-Farbkreis (360°) zeigt den Ring höchster CMYK-Chromazität. Der Farbwinkel nimmt um je ΔHue=10 gegen den Uhrzeigersinn zu.

### CIELAB-Farbraum
Im Farbmodell der Internationalen Beleuchtungskommission, dem CIELAB-Modell von 1976, werden die XYZ-Koordinaten einer rechnerischen Transformation unterzogen, um Bereiche gleichartiger Farbunterschiede um jede Farbraum-Koordinate zu Kreisen zu normieren. Die sogenannten MacAdam-Ellipsen, als Areale gleich stark empfundener Farbkontraste im XYZ-Raum, waren unregelmäßig geformt. Damit sollten die euklidischen Abstände gleichwertiger Unterschiede in der Farbempfindung auch mathematisch besser dargestellt werden.
Aufgrund der angestrebten Gleichabständigkeit beschreibt CIELAB unsere Farbempfindung besser als das Tristimulusmodell (CIE-XYZ). Aufgrund der Einbeziehung der Wahrnehmungskomponente (dem Normalbeobachter) beschreibt es die Farbempfindung besser als RGB, CMYK, HSB oder andere verbreitete mathematische Farbmodelle. Im Gegensatz zu diesen beschreibt es alle Farben, nicht nur die in einer bestimmten Technik darstellbaren Farbraum-Ausschnitte (Gamuts). Als mathematisches Farbmodell ist CIELAB gemeinfrei und in jeder Hinsicht frei verwendbar.
Die Gleichabständigkeit wird erreicht, indem für die Helligkeit (Luminanz L*) ein Term verwendet wird, der die dritte Wurzel des Quotienten aus dem Tristimuluswert Y und dem Weißpunkt Yn beinhaltet. Dieser Term dient dazu, die logarithmische Helligkeitswahrnehmung des menschlichen Sehapparates nachzuahmen. Eine derartige Nichtlinearität fließt auch in die Werte a* und b* bzw. u* und v* ein. Die nichtlineare Transformation ist umkehrbar.

## Koordinatensystem des Farbraums

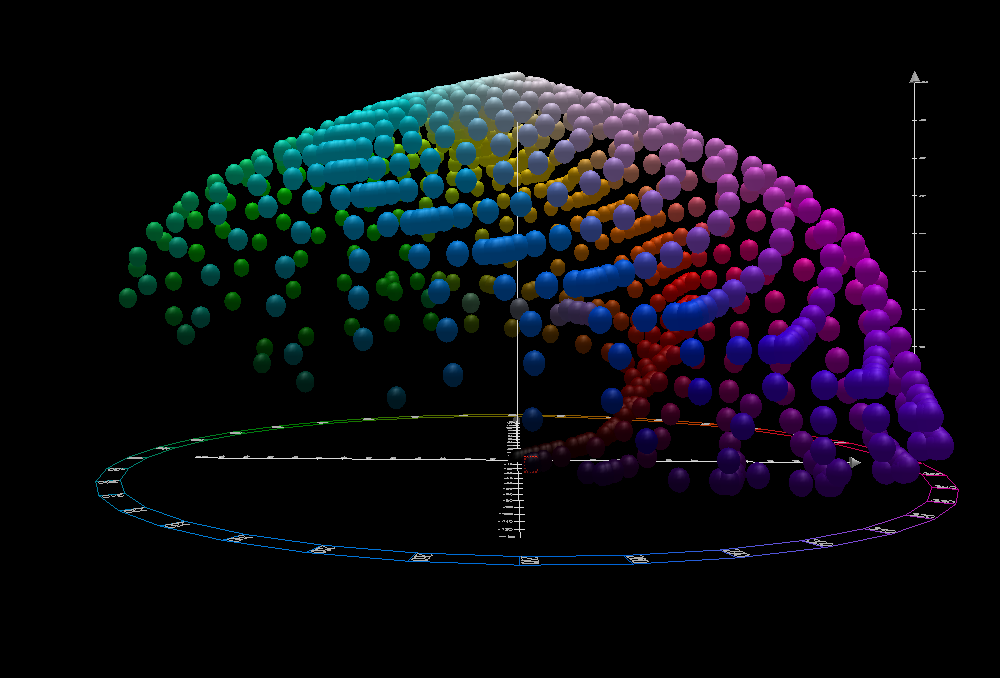
Optimalfarben Punktwolke von der blauen Seite (Farbwinkel H=270). Oben ist die Helligkeitsspitze mit L=100, unten im Schatten ist die Farbkreis-Skala.

Jede Farbe im Farbraum ist durch einen Farbort mit den kartesischen Koordinaten {L*, a*, b*} definiert. Die a*b*-Koordinatenebene wurde in Anwendung der Gegenfarbentheorie konstruiert. Auf der a*-Achse liegen sich Grün und Rot gegenüber, die b*-Achse verläuft zwischen Blau und Gelb. Komplementäre Farbtöne stehen sich jeweils um 180° gegenüber, in ihrer Mitte (dem Koordinatenursprung a*=0, b*=0) ist Grau.
Die L*-Achse beschreibt die Helligkeit (Luminanz) der Farbe mit Werten von 0 bis 100. In der Darstellung steht diese im Nullpunkt senkrecht auf der a*b*-Ebene. Sie kann auch als Neutralgrauachse bezeichnet werden, denn zwischen den Endpunkten Schwarz (L*=0) und Weiß (L*=100) sind alle unbunten Farben (Grautöne) enthalten. Die a*-Achse beschreibt den Grün- oder Rotanteil einer Farbe, wobei negative Werte für Grün und positive Werte für Rot stehen. Die b*-Achse beschreibt den Blau- oder Gelbanteil einer Farbe, wobei negative Werte für Blau und positive Werte für Gelb stehen.
Die a*-Werte reichen von ca. −170 bis +100, die b*-Werte von −100 bis +150, wobei die Maximalwerte nur bei mittlerer Helligkeit bestimmter Farbtöne erreicht werden. Der CIELAB-Farbkörper hat im mittleren Helligkeitsbereich seine größte Ausdehnung, diese ist aber je nach Farbbereich unterschiedlich in Höhe und Größe. Insgesamt ist der CIELAB-Farbkörper sehr ungleichförmig – siehe Abbildungen.

## Bedeutung und Verbesserungen
Das CIELAB-Farbmodell fand weltweite Verbreitung in allen Bereichen der industriellen Farbpraxis. Farbmessgeräte zeigen üblicherweise L*a*b*-Farbwerte an, in gebräuchlichen Gestaltungsprogrammen (Adobe CC, Corel GS, GIMP und anderen) kann man CIELAB-Farbwerte direkt eingeben, Farbdifferenzen werden üblicherweise als Euklidischer Abstand der L*a*b*-Werte zweier Farben berechnet und kommuniziert (ΔE).
Im Laufe der Zeit wurden von der CIE weiter verbesserte Farbdifferenzformeln entwickelt, die die Abhängigkeit einer Farbdifferenz vom Farbort und den Betrachtungsbedingungen besser berücksichtigen (ΔE 94, ΔE CMC, ΔE 2000). Diese weiteren Rechenoperationen auf die L*a*b*-Farbwerte können als weitere Verzerrung des CIELAB-Körpers aufgefasst werden, welcher damit unsere Farbwahrnehmung noch besser beschreibt.

## CIELAB als geräteunabhängige Farbreferenz

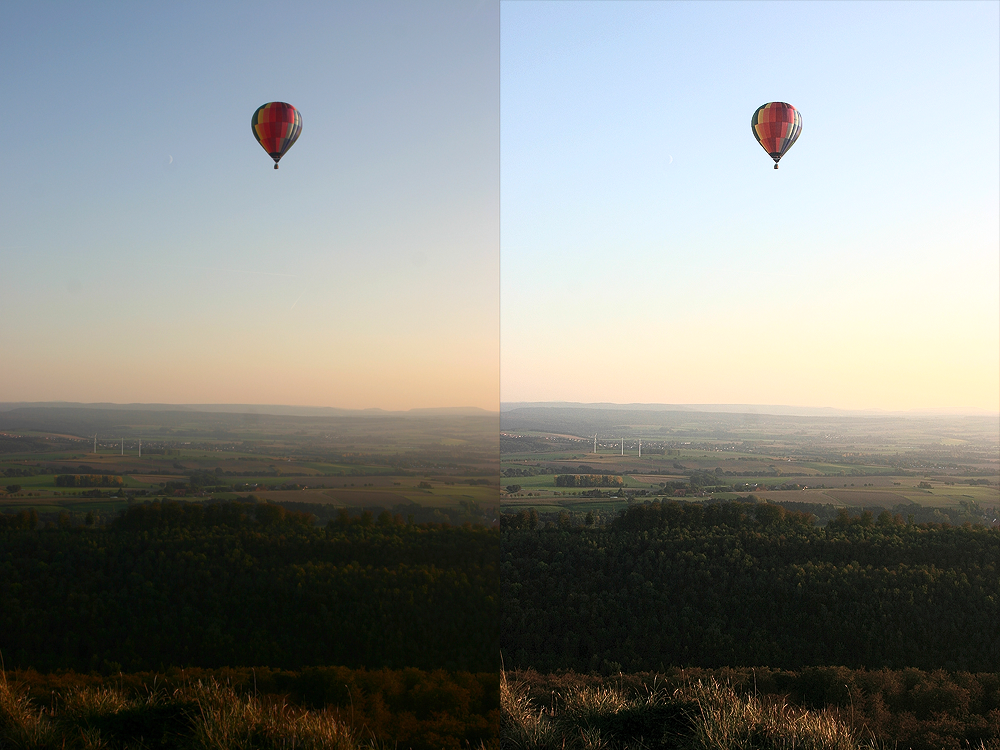
Um Farbverschiebungen zu vermeiden, wurde das Ausgangsbild (links) in den Lab-Modus gewandelt, und die Korrekturen (rechts) fanden ausschließlich im L-Kanal statt.

Der L*a*b*-Farbraum enthält alle Farben in geräteunabhängiger Form. Er erlaubt daher die verlustfreie Konvertierung von Farbinformationen aus einem Farbsystem in ein anderes, von einer Geräteart in eine andere.
Bildbearbeitungssoftware wie Adobe Photoshop verwenden zur Umrechnung L*a*b* als Referenzfarbsystem. Mittels sogenannter ICC-Profile, in denen eine Tabelle mit einem L*a*b*-Soll/Ist-Vergleich festgelegter Farben hinterlegt ist, kann die Ausgabe von Bilddateien von einem Farbraum in einen anderen oder von einem Ausgabegerät zu einem anderen angepasst werden. So lassen sich z. B. in sRGB angelegte Bilddateien für einen spezifischen RGB-Monitor und Drucker aufbereiten oder in das zum Ausdrucken benötigte CMYK-System umwandeln, beispielsweise als „FOGRA 39“ für den Offsetdruck.
- L*a*b*-Koordinaten werden als Austauschformat zwischen unterschiedlichen Geräten eingesetzt.
- L*a*b* ist das interne Farbmodell von PostScript Level II.

## Vor- und Nachteile
Das CIELAB-Modell bietet starke Vorteile gegenüber anderen mathematischen oder herstellerseitig fest definierten Systemen.
- Freie Berechenbarkeit: Die mathematische Definition ermöglicht die freie, stufenlose Berechnung von Farbe und Konvertierung in andere Farbräume.
- Eindeutige Kommunikation: Angaben wie „Lab 20 30 40“ oder „HLC 240 40 22“ sind weltweit eindeutig. Sie können an jedem Computer sichtbar gemacht werden. Im Gegensatz hierzu werden für Angaben wie Himmelblau stets definierende Ur-Muster benötigt.
- Wahrnehmungsbezogenheit: Aufgrund der angestrebten visuell-rechnerischen Gleichabständigkeit beschreibt CIELAB unsere Farbempfindung besser als das Tristimulusmodell (CIE-XYZ). Aufgrund der Einbeziehung der Wahrnehmungskomponente (dem Normalbeobachter) beschreibt es die Farbempfindung besser als RGB, HSB, CMYK oder andere verbreitete mathematische Farbmodelle.
- Alle Farben: Im Gegensatz zu anderen Modellen definiert CIELAB alle Farben eindeutig, auch solche außerhalb der Gamuts von Ausgabeverfahren. Farbkonvertierungen in CIELAB geschehen verlustfrei.
- kein kommerzielles Interesse: Die CIE als gemeinnütziger wissenschaftlicher Verein verfolgt in erster Linie Qualitätsinteressen.
- Urheber- und lizenzfrei: Als mathematisch definiertes Farbmodell ist CIELAB gemeinfrei, d. h. in jeder Hinsicht frei verwendbar und integrierbar (auch systematische Lab/HLC-Farbwertetabellen).
- Weltweite Verbreitung: Das Modell ist heute weltweiter Standard bei der Farbmessung sowie in die Farbauswahl einiger Gestaltungsprogramme (Adobe Creative Cloud, Corel, GIMP u. a.) integriert.

Nachteile des Modells lassen Verbesserungsbedarf erkennen.
- Dünne Datenbasis: Die Definition der MacAdam-Ellipsen, dem theoretischen Hintergrund der angestrebten Gleichabständigkeit, geschah auf Datenbasis weniger (einzelner) Probanden, ist statistisch nicht signifikant.
- Keine verbindlichen Farbmuster: Es existieren derzeit keine systematisch-lückenfreien CIELAB-Farbmuster, deren Genauigkeit den Anforderungen der Industrie genügt.
- Schwer verständlich (Lab): Es fällt auch dem versierten Anwender schwer, sich eine Angabe wie „Lab 20 30 40“ konkret als Farbton vorzustellen. (Die CIELAB-Polarkoordinaten HLC sind hingegen leichter verständlich: Schnelle Farbauswahl gemäß „Farbton-Helligkeit-Sättigung“.)
- Unübersichtlicher Farbraum. Je nach Farbbereich sind die Ausprägungen in Helligkeit und Chromazität sehr unterschiedlich. Der Farbraum ist in seiner Gesamtheit im Gegensatz zu einfachen geometrischen Modellen nicht intuitiv erfassbar (hierin spiegelt sich auch die Ungleichförmigkeit unserer Wahrnehmung wider).
- Lückenhafte Softwareintegration: Die Lab-Farbauswahl ist nicht in zahlreichen Softwares implementiert, stets können verwirrenderweise auch Nicht-Farben erzeugt werden und die einfach verständlichen Farbwerte LCh/HLC lassen sich nur in wenigen Nischenprodukten eingeben.

## Koordinaten-Transformation

### Farbvalenzen XYZ

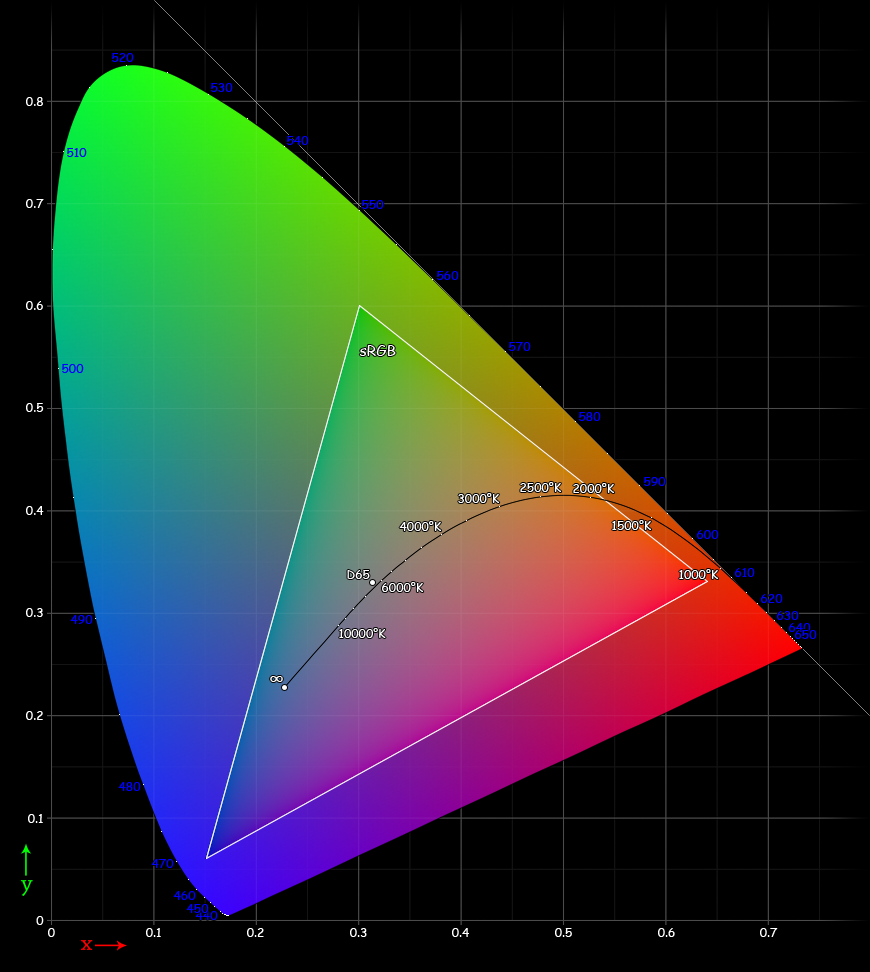
CIE-Schuhsohle mit dem darin enthaltenen sRGB-Gamut

Nach Rösch (1928) ist der CIE-XYZ-Farbraum ein dreidimensionaler Raum, bei dem immer kleinere hufeisenförmige Gebilde sich nach oben zum Weißpunkt hin verjüngen. Um der damals wenig praktikablen Dreidimensionalität der Darstellung aus dem Wege zu gehen, hat man bezüglich der grafischen Darstellung eine einfache Lösung gefunden: Man setzt den gesamten Farbeindruck stets gleich 100 %, unabhängig ob die Farbe hell oder dunkel oder stark gesättigt ist. Sodann lassen sich die einzelnen Normfarbwerte (xyz) als Anteil an der Gesamtfarbe (Farbvalenz) angeben. Damit lassen sich alle Farben in einem zweidimensionalen xy-Diagramm (da z=1-x-y) unterbringen, als „Normfarbtafel“ bezeichnet oder als „CIE-Schuhsohle“ (englisch „horseshoe“/Hufeisen) bekannt. Hierin sind alle Farben enthalten, die Darstellung der „Schuhsohle“ ist jedoch stets auf die jeweiligen farbtechnischen Möglichkeiten des Ausgabeverfahrens, den „Gamut“ beschränkt. Anzumerken ist deshalb, dass daher in der nebenstehenden Abbildung der „Schuhsohle“ der außerhalb des sRGB-Dreiecks liegende Bereich zu wenig gesättigt gezeigt wird.
Der äußere obere Kurvenzug der Schuhsohle repräsentiert die Spektralfarben, welche die maximal erreichbaren Farbintensitäten darstellen. Bei ihnen herrscht maximales Licht in einem einzigen Wellenlängenintervall sowie kein Licht in den anderen. In der unteren geraden Verbindung, der „Purpurgerade“, fallen maximale Intensitäten des Spektrum-Anfangs und -Endes zusammen. Die enge Verwandtschaft des Spektralfarbenzugs zum CIEL*a*b*-Farbkreis ist erkennbar.

Darstellung L*, a*, b* abhängig von der Wellenlänge
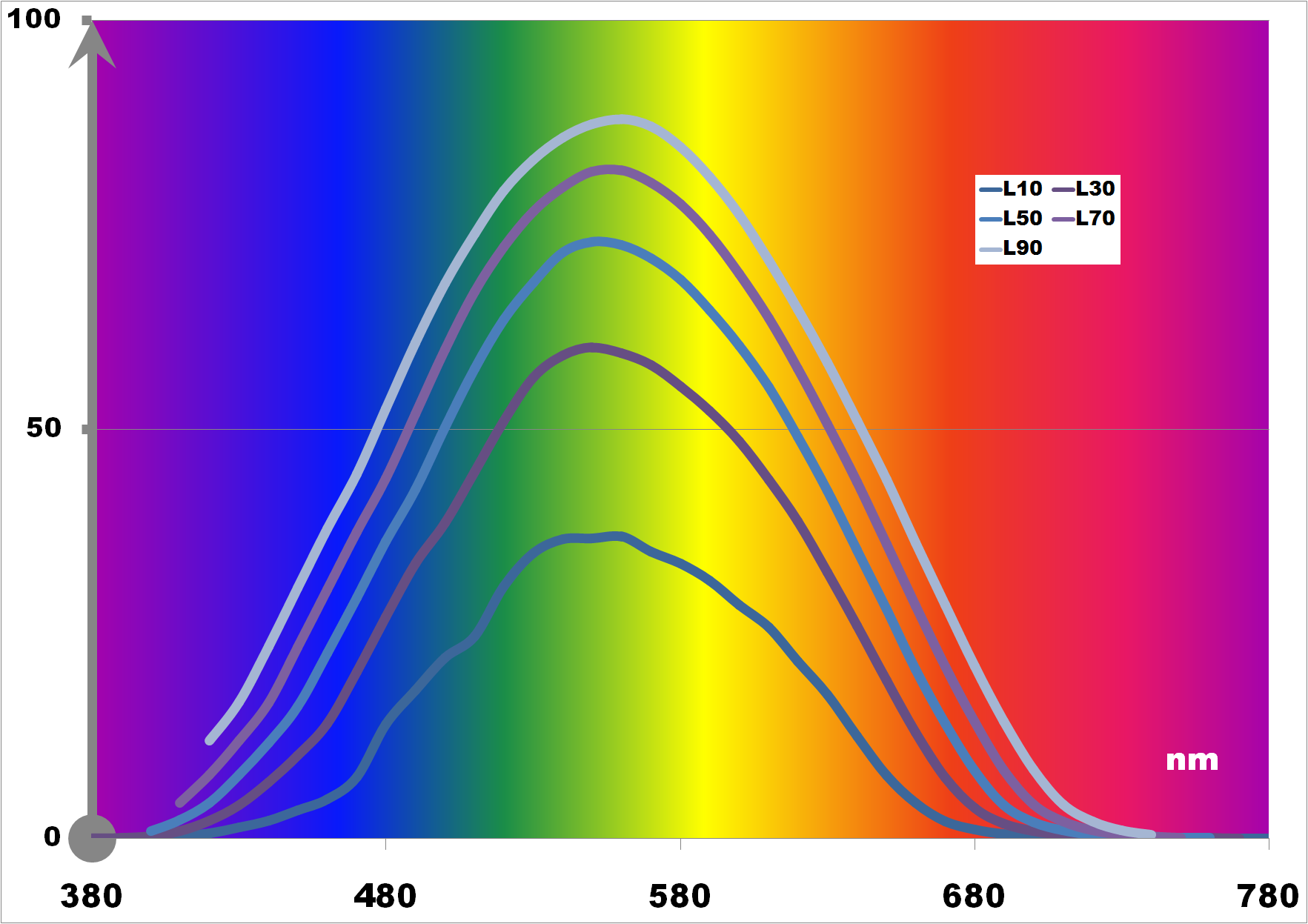
Luminanz L*
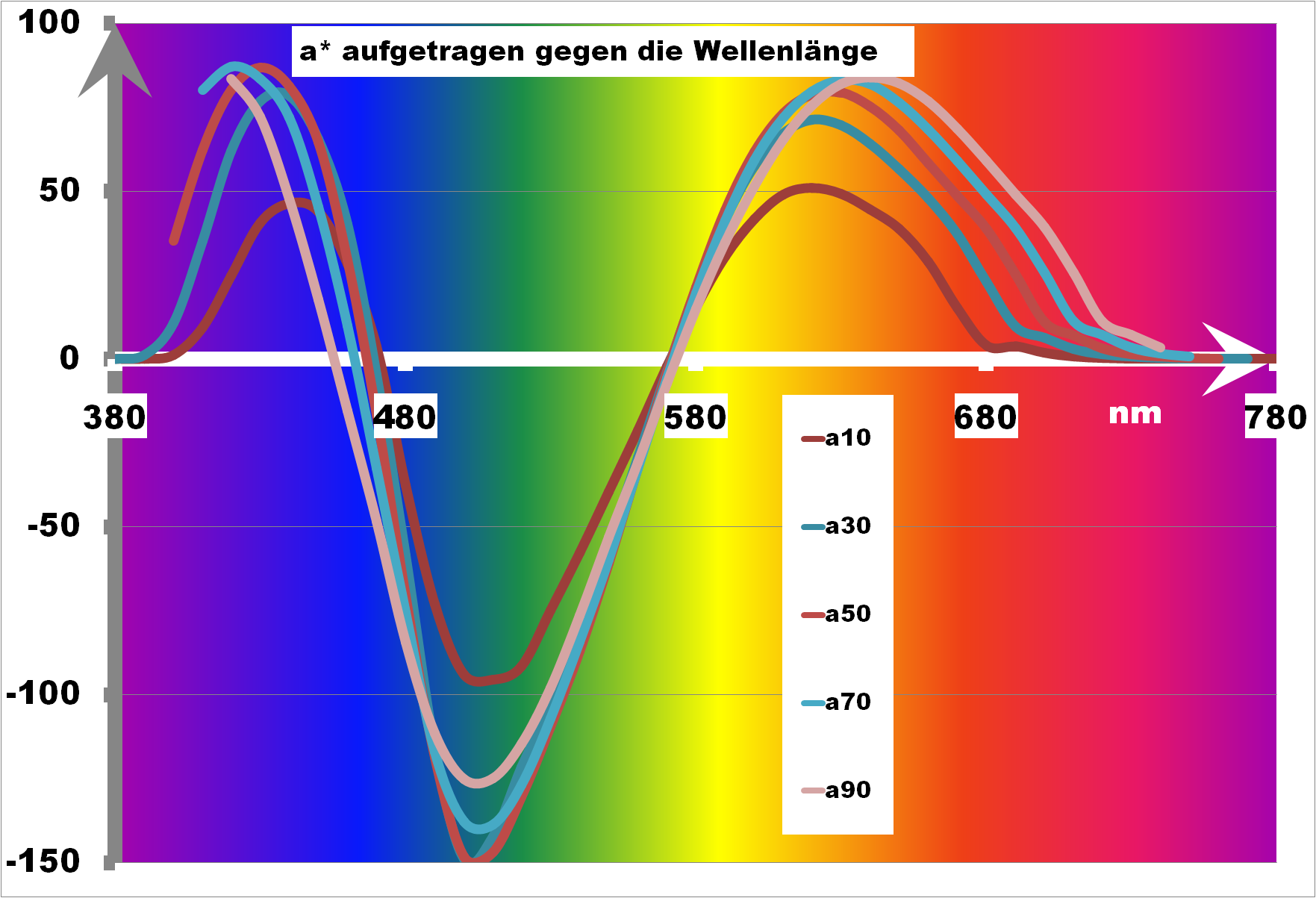
Grün-Rot-Parameter a*
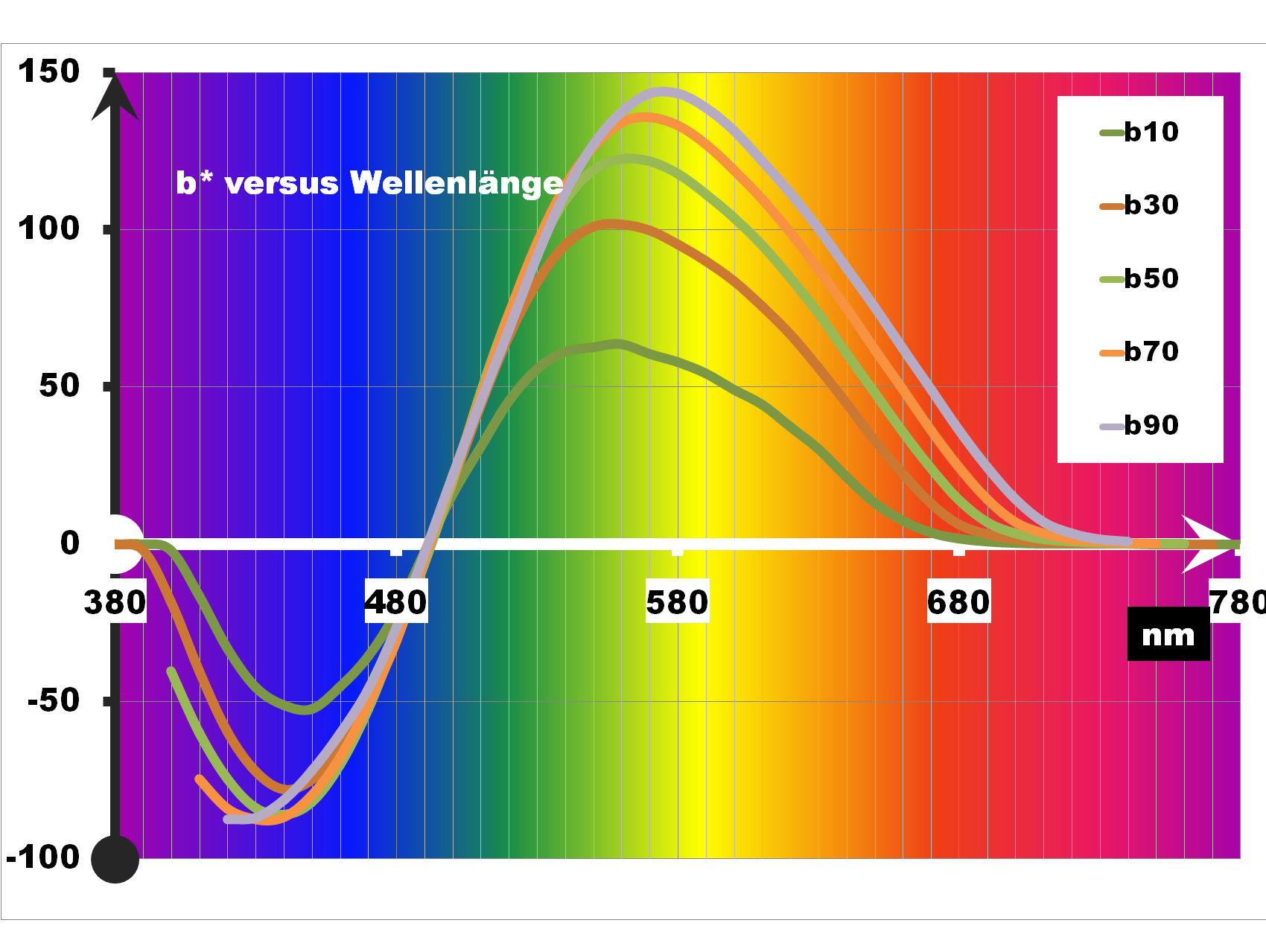
Blau-Gelb-Parameter b*
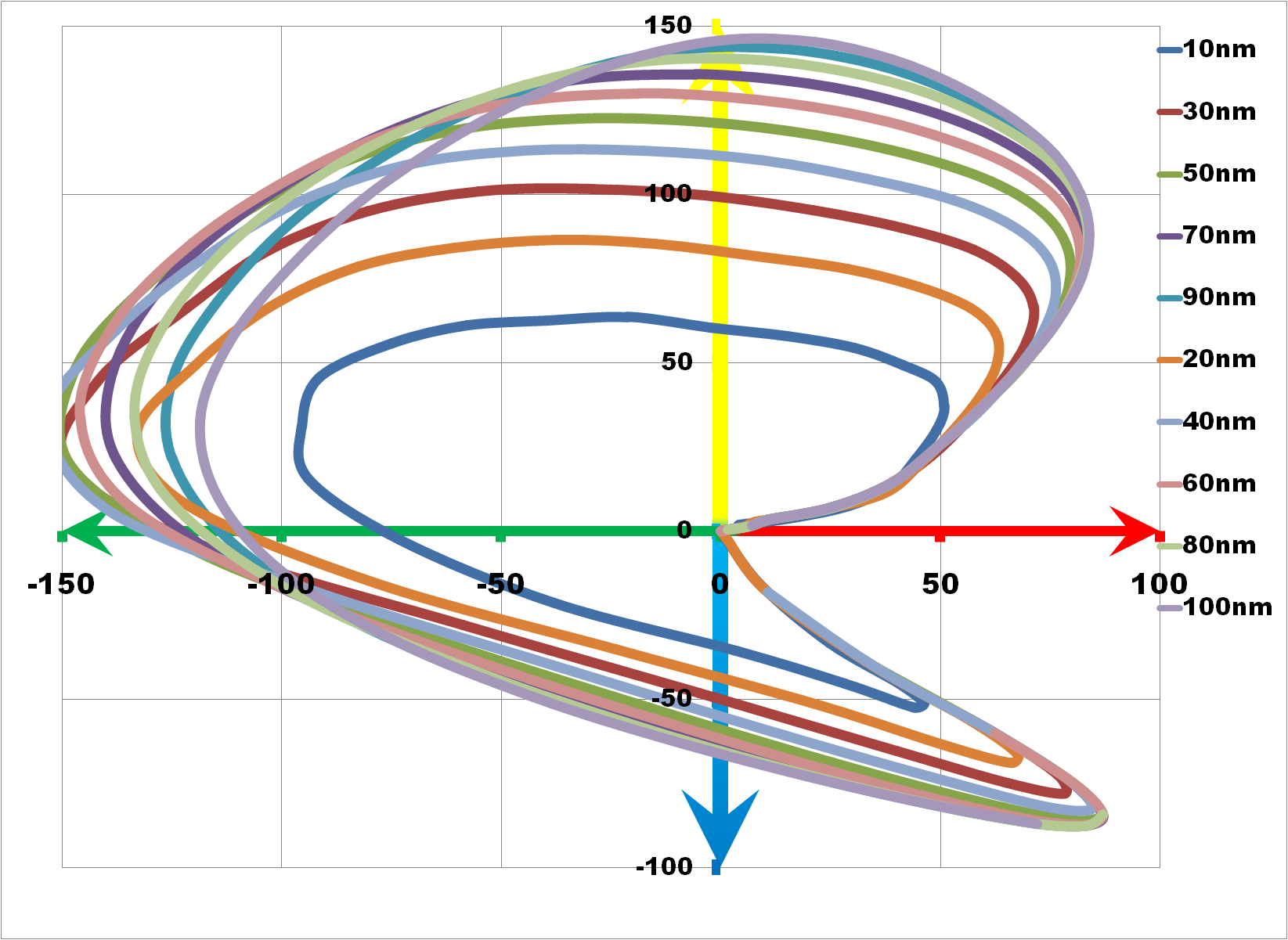
Diagramm der a*/b*-Ebene.

Der XYZ-Farbraum ist nicht perzeptiv gleichabständig. Der zahlenmäßig gleiche Farbabstand zwischen zwei Farbörtern wird nicht im gesamten Farbkörper als gleichartiger Farbunterschied wahrgenommen. Daher ist der XYZ-Farbraum als universelle Metrik, analog dem Metermaß aus dem Längenbereich, ungeeignet. Für das L*a*b*-Farbmodell wird der XYZ-Farbraum durch mathematische Transformationen wahrnehmungsgerecht verzerrt, um diesen Nachteil zu überwinden.

### Umrechnung von XYZ zu Lab
Je nach Beobachterwinkel und Lichtart sind unterschiedliche Normvalenzen bei der Berechnung zu berücksichtigen. Der Beobachterwinkel von 2° entspricht dem CIE-Normalbeobachter von 1931, der Winkel von 10° entspricht dem CIE-Normalbeobachter von 1976. Die 2° ergaben sich aus der Fläche der besten Farbensicht im Auge, 10° gelten als Blickwinkel eines A4-Blattes in (üblichem) Betrachtungsabstand. Im amerikanischen Raum wird bevorzugt die Lichtart D50 = 5000K gewählt (direkte Sonnenstrahlung), in Europa üblicherweise nach EN-Norm die Normlichtart D65 = 6500K (bedeckter Himmel bei Abmusterung am Nordfenster). Nachstehend die jeweiligen XnYnZn-Werte, welche in die Berechnungsformeln einzutragen sind.
| Lichtart | Xn(2°) | Yn(2°) | Zn(2°)  | Xn(10°) | Yn(10°) | Zn(10°) |
| -------- | ------ | ------ | ------- | ------- | ------- | ------- |
| D50      | 96,422 | 100    | 82,521  | 96,720  | 100     | 81,427  |
| D65      | 95,047 | 100    | 108,883 | 94,811  | 100     | 107,304 |

Helligkeit{\displaystyle L^{*}=116\cdot {\sqrt[{3}]{\frac {Y}{Y_{n}}}}-16}
Grün−Rot{\displaystyle a^{*}=500\cdot \left({\sqrt[{3}]{\frac {X}{X_{n}}}}-{\sqrt[{3}]{\frac {Y}{Y_{n}}}}\;\right)}
Gelb−Blau{\displaystyle b^{*}=200\cdot \left({\sqrt[{3}]{\frac {Y}{Y_{n}}}}-{\sqrt[{3}]{\frac {Z}{Z_{n}}}}\;\right)}
Die Faktoren 500 bzw. 200 sollen die resultierenden Werte für a* und b* in die gewohnten Größenordnungen bringen, die auch zum maximalen L* von 100 passen.
Für kleine Werte
{\displaystyle {\frac {P}{P_{n}}}<{\frac {216}{24389}}\approx 0{,}008\,856}
wird die dritte Wurzel durch die folgende Beziehung ersetzt:
{\displaystyle {\frac {1}{116}}\cdot \left({\frac {24389}{27}}\cdot {\frac {P}{P_{n}}}+16\right)}
dabei steht P je für X, Y, Z.

### Umrechnung von Lab zu HLC

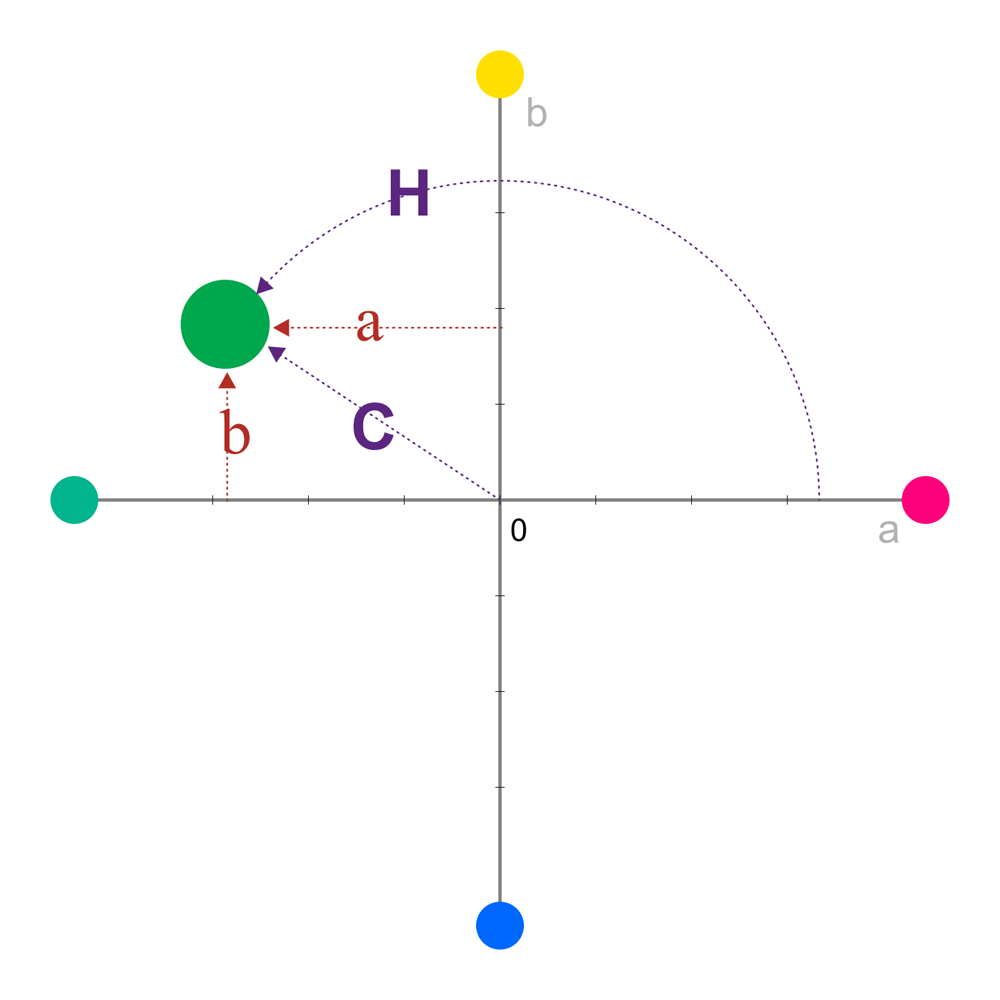
Blick von oben auf die a*/b*-Ebene: Eine CIELAB-Farbe in kartesischen L*a*b*- oder HLC-Polarkoordinaten

Der LCh-Farbraum mit den Koordinaten (L*C*h°) entspricht dem Lab-Farbraum, in dem die kartesischen Koordinaten a* und b* als Polarkoordinaten C* (Abstand vom Ursprung) und h° (Winkel zur a-Achse) angegeben werden. Hierdurch werden CIELAB-Koordinate anschaulicher: h° kann als Farbton (Hue) interpretiert werden und C* als Farbsättigung (Chroma).
Für die polare Darstellung ist die Schreibweise HLC gebräuchlich, in der die übliche Reihenfolge bei der Farbauswahl (Farbton H – Helligkeit L – Sättigung C) zum Ausdruck kommen. Weitere alternative Kürzel sind LCh oder LCH.
Aus L*a*b* lassen sich Sättigung C* und Farbton h° wie folgt berechnen (L* bleibt unverändert):
Sättigung (chroma)
{\displaystyle C^{*}={\sqrt {(a^{*})^{2}+(b^{*})^{2}}}}
Farbton (hue)
{\displaystyle h^{o}=\arctan \left({\frac {b^{*}}{a^{*}}}\ \right)}
Der in zahlreichen Computerprogrammen genutzte HSB/HSL-Raum unterscheidet sich grundsätzlich vom HLC-Raum. Zwar wird jener ebenfalls mit „Farbton, Sättigung, Helligkeit“ interpretiert, er ist aber durch Umrechnung der technisch begründeten RGB-Definition weniger wahrnehmungsgerecht.